# Emscripten
Emscripten est un compilateur source à source open source permettant de compiler du bitcode LLVM en asm.js, qui peut être exécuté par les navigateurs web.
Le bytecode LLVM étant généré à partir de programmes écrits en langage C ou C++, par extension Emscripten permet donc de compiler un programme C ou C++ en JavaScript. Utilisé avec BinaryEn, il permet de produire du WebAssembly.
Il est compatible avec quelques interfaces de programmation courantes comme la Standard Template Library, la Simple DirectMedia Layer et OpenGL.
Grâce à ce logiciel, des portages JavaScript de différents projets open source ont déjà été réalisés : Gnuplot, zlib, SuperTux, SQLite, etc. En mars 2013, Mozilla annonce avoir porté, avec l'aide des équipes d'Epic Games le moteur de jeux Unreal Engine sous Firefox, notamment grâce à Emscripten et LLVM. Cette démonstration s'inscrit dans le cadre du développement du module asm.js dans l’interpréteur javascript OdinMonkey destiné à améliorer la vitesse d'exécution des scripts dans le navigateur Mozilla Firefox,.

## Utilisation industrielle
Emscripten est utilisé pour la version web des jeux crées par le moteur Unity.
Epic ont abandonné l'export d'Unreal, trop gourmand en ressources pour les navigateurs.